# Concertina cultrata
Concertina cultrata är en mossdjursart som beskrevs av Gordon 1986. Concertina cultrata ingår i släktet Concertina och familjen Calloporidae. Inga underarter finns listade i Catalogue of Life.